# Amphicnaeia brevivittis
Amphicnaeia brevivittis là một loài bọ cánh cứng trong họ Cerambycidae.